# فينتورا رودريغيز (محطة مترو أنفاق مدريد)
فينتورا رودريغيز (بالإسبانية: Ventura Rodríguez)‏ هي محطة مترو أنفاق في مدريد في إسبانيا، تقع على الخط رقم 3.